# Boreonymphon ossiansarsi
Boreonymphon ossiansarsi is een zeespin uit de familie Nymphonidae. De soort behoort tot het geslacht Boreonymphon. Boreonymphon ossiansarsi werd in 1972 voor het eerst wetenschappelijk beschreven door Knaben. 